# Hindhead
Hindhead är en ort i Storbritannien.   Den ligger i grevskapet Surrey och riksdelen England, i den södra delen av landet, 60 km sydväst om huvudstaden London. Hindhead ligger 252 meter över havet och antalet invånare är 6 187.
Terrängen runt Hindhead är platt åt nordväst, men åt sydost är den kuperad. Hindhead ligger uppe på en höjd. Runt Hindhead är det ganska tätbefolkat, med 134 invånare per kvadratkilometer. Närmaste större samhälle är Guildford, 17,5 km nordost om Hindhead. I omgivningarna runt Hindhead växer i huvudsak blandskog.